# 守覚法親王
守覚法親王（しゅかくほっしんのう、久安6年3月4日（1150年4月3日）- 建仁2年8月26日（1202年9月13日））は、平安時代後期から鎌倉時代初期にかけての皇族・僧。父は後白河天皇。母は藤原季成の娘・成子。真言宗仁和寺第6世門跡。以仁王の同母兄にあたる。

## 経歴
永暦元年（1160年）、覚性入道親王に師事して出家、仁安3年（1168年）には伝法灌頂を受けている。翌嘉応元年（1169年）、覚性入道親王が没した跡を継いで仁和寺御室（門跡）に就任した。高倉天皇の第一皇子・言仁親王（後の安徳天皇）誕生の際には出産の祈祷を行っている。小野流・広沢流両流の法を受けた。建仁2年（1202年）、仁和寺喜多院で死去。
和歌に優れ、家集『守覚法親王集』『北院御室御集』がある。また、仏教関係の著書には『野目鈔』『左記』『右記』などがある。『北院御室日次記』という日記も記した。また、平基親の『官職秘抄』は彼のために書かれたと言われている。
『平家物語』『源平盛衰記』の「経正都落」条に、平経正が都落ちの際に仁和寺に立ち寄り、先代覚性法親王より拝領の琵琶「青山」を返上した折、別れを惜しみ歌を交わした記事が残る。